# 오나연
오나연(1985년 2월 5일 ~ )는 대한민국의 희극 배우이다.

## 출연작

### 방송
- 코미디하우스 (MBC)
- 두근두근 체인지 (MBC)
- 느낌표 (MBC)
- 코미디쇼 웃으면 복이 와요 (MBC)
- 웃는 day (MBC)
- 개그야 (MBC)
- 황금어장 (MBC)